# Heteropogon alter
Heteropogon alter là một loài ruồi trong họ Asilidae. Heteropogon alter được Becker miêu tả năm 1915. Loài này phân bố ở vùng Cổ Bắc giới.